# Triumph T15 Terrier
De Triumph T15 Terrier was een lichte motorfiets die het Britse merk Triumph produceerde van 1954 tot 1957.

## Voorgeschiedenis
Triumph had nooit veel interesse getoond in de productie van lichte motorfietsjes. Alleen in de jaren dertig, na de beurskrach, had men de 150- en 175cc-Model X-serie uitgebracht, aanvankelijk met tweetaktmotoren, maar later ook met kopklepmotoren. Na de Tweede Wereldoorlog ontstond er in heel Europa behoefte aan lichte en goedkope vervoermiddelen en de Britten gebruikten daarvoor vooral de lichte tweetakt-inbouwmotortjes van Villiers in Wolverhampton. BSA, sinds 1951 het zusterbedrijf van Triumph, had al in 1948 de Bantam D1 op de markt gebracht. Die was gebouwd met de (buitgemaakte) tweetakttechniek van de Duitse DKW RT 125 en was vanaf 1951 ook leverbaar met plunjervering achter. De BSA Bantam leverde echter slechts 4 pk en het ontwerp dateerde nog uit de jaren dertig.
Triumph maakte intussen furore met haar 500cc-Speed Twins en Tigers en de 650cc-Thunderbird, maar die hadden nog geen echte achtervering. Ze waren wel tegen meerprijs leverbaar met de Triumph sprung hub, een slecht werkende verende achterwielnaaf die 8 kg woog.

## T15 Terrier
De Triumph T15 Terrier werd eind 1953 geïntroduceerd en kwam in 1954 op de markt. Directeur en hoofdconstructeur Edward Turner reed ter demonstratie met deze Terrier samen met zijn mede-directeuren Bob Fearon en Alex Masters van Land's End (het meest zuidwestelijke puntje van Engeland) naar John o' Groats (het meest noordoostelijke puntje van Schotland), een afstand van ca. 1.400 km. De Terrier was net als de Thunderbird door Turner bedacht maar door Jack Wickes doorontwikkeld. Wickes zorgde ook voor de vlotte lijnen in het model, waardoor een bijzonder mooi motorfietsje was ontstaan. Het was de eerste Triumph met achtervering, in dit geval plunjervering, maar ook de eerste Triumph met een unit construction-versnellingsbak. Het was meteen een succes. Het ontwerp en kleurenschema leek op dat van de veel zwaardere Speed Twin en dankzij de plunjervering kon er ook een duozadel worden gemonteerd. Bovendien was de machine met haar 8,3pk-sterke kopklepmotor veruit de snelste in haar klasse. Ze had de koplampnacelle die de zwaardere modellen ook hadden en waarin de snelheidsmeter en de lichtschakelaar waren opgenomen. Ook de sportief licht voorover hellende cilinder droeg mee aan het uiterlijk, net als het buisje waarin de stoterstangen waren opgenomen, maar dat leek op een koningsas, die alleen op dure sportmotoren te krijgen was.

### Motor
De motor was een luchtgekoelde dwarsgeplaatste staande eencilinder met een boring van 57 mm, een slag van 58,5 mm en een cilinderinhoud van 149,3 cc. De nokkenas was laag geplaatst en bediende via stoterstangen en tuimelaars de beide kleppen. Er was een enkele Amal-carburateur voor de brandstofvoorziening en een dry-sump-smeersysteem waarvan de olietank onder het zadel zat. De stroomvoorziening werd verzorgd door een 6 volt wisselstroomdynamo op het linker uiteinde van de krukas.

### Transmissie
De het linker uiteinde van de krukas zat de wisselstroomdynamo en het voorste tandwiel van de primaire ketting. Die liep in een oliebad en dreef de meervoudige natte plaatkoppeling en de voetgeschakelde vierversnellingsbak aan. Op die versnellingsbak zat ook de kickstarter. Het achterwiel werd door een ketting aangedreven.

### Rijwielgedeelte
De T15 Terrier had een Semi-dubbel wiegframe met een centrale voorbuis die van het balhoofd naar de voor/onderkant van het motorblok liep. Daar werd ze gesplitst in twee buizen die naar de achterwielnaaf liepen. Daar zat de plunjervering, terwijl de voorvering werd verzorgd door een hydraulisch gedempte telescoopvork. Voor en achter zaten 5,5 inch (112 mm) trommelremmen.

## Einde productie
De T15 Terrier ging na 1957 uit productie, maar stond aan de basis van de Tiger Cub-serie, die van 1957 tot 1968 werd geproduceerd en die uiteindelijk 21 200-modellen omvatte.